# 全多慧
全多慧（1983年11月23日—），是韩国著名的女子短道速滑运动员。她是2006年都灵冬奥会3000米接力冠军。

## 职业生涯
2006年都灵冬奥会中，全多慧获得3000米接力金牌。

## 资料来源
- 雅虎体育(英文)
- 全多慧-国际滑冰联盟（ISU）
- 全多慧-Olympedia